# Antrim (hrabstwo)
Antrim (irl. Contae Aontroma) – jedno z sześciu hrabstw położonych w irlandzkiej prowincji Ulster, wchodzących w skład brytyjskiej Irlandii Północnej. Położone w północno-wschodniej części wyspy, nad Oceanem Atlantyckim i Morzem Irlandzkim. Hrabstwo graniczy z hrabstwami Londonderry oraz Down, oraz przez Lough Neagh z hrabstwami Tyrone i Armagh.
Antrim jest najludniejszym hrabstwem Irlandii Północnej. Stolicą hrabstwa jest miasto Antrim. Na terenie hrabstwa leży północna część największego miasta Irlandii Północnej – Belfastu. Druga część miasta leży w hrabstwie Down.